# 1988 في كوريا الجنوبية
فيما يلي قوائم الأحداث التي وقعت خلال عام 1988 في كوريا الجنوبية.

## أحداث
- 17 سبتمبر – الألعاب الأولمبية الصيفية 1988
- 1 يناير – الألعاب البارالمبية الصيفية 1988

## سياسة

### تعيين في المنصب
- 25 فبراير – روو تاي وو رئيس كوريا الجنوبية.
- 30 مايو – كم داي جنغ عضو الجمعية الوطنية الكورية الجنوبية  [لغات أخرى]‏.

### انتهاء فترة المنصب
- 24 فبراير – تشون دو هوان رئيس كوريا الجنوبية.

## مواليد

### يناير
- 9 يناير – كوه ميونغ جين لاعب كرة قدم كوري جنوبي.[1]
- 15 يناير – جون كاي مغني كوري جنوبي.

### فبراير
- 3 فبراير – تشو كيو هيون
- 7 فبراير – إي جن
- 16 فبراير – كيم سو هيون
- 18 فبراير – تشانغ من عضو فرقة TVXQ، ومولود في سنة 1988.
- 22 فبراير – غو وو ري

### مارس
- 19 مارس – ليون شن لاعب كرة قدم نيوزلندي.[2]
- 26 مارس – يو بيونغ سو لاعب كرة قدم كوري جنوبي.[3]

### أبريل
- 9 أبريل – يوي مغنية كورية جنوبية.[4]
- 14 أبريل – كم شن ووك لاعب كرة قدم كوري جنوبي.[5]
- 29 أبريل – ين ها

### مايو
- 18 مايو – تاي يانغ
- 21 مايو – باك غيو ري

### يوليو
- 2 يوليو – إي تشونغ يونغ لاعب كرة قدم كوري جنوبي.[6]
- 24 يوليو – هان سنغ يون مغنية كورية جنوبية.

### أغسطس
- 18 أغسطس – جي دراغون جي دراغون . بوب كوري.[7]

### أكتوبر
- 4 أكتوبر – يوبين
- 17 أكتوبر – دامي إيم مغنية أسترالية.[8]

### ديسمبر
- 12 ديسمبر – هام أون جونغ مغنية كورية جنوبية.
- 16 ديسمبر – باك سو جون ممثل كوري جنوبي.
- 17 ديسمبر – جن سونيو
- 27 ديسمبر – أوك تايك يون[9]